# Тихонова, Нина Александровна (виноградарь)
Нина Александровна Тихонова (27 августа 1919, Новый Некоуз, Ярославская губерния — 1 декабря 1998, Алушта) — советский виноградарь, звеньевая совхоза «Малореченский» Алуштинского района Крымской области, Герой Социалистического Труда (1958). Член Ревизионной комиссии КПУ в 1960—1966 годах.

## Биография
Родилась 27 августа 1919 года в Новом Некоузе. В 1947 году была переселена в Крымскую область РСФСР в село Солнечногорское города Алушты.
С 1947 года звеньевая, бригадир виноградарской бригады Солнечногорского отделения винсовхоза «Малореченский» Алуштинского района Крымской области. Проработала в совхозе более 25 лет. Член КПСС с 1956 года.
Земля, на которой она выращивала виноград, всегда считалась тяжёлой, бесплодной. В послевоенные годы здесь собирали по 25—26 центнеров винограда с гектара, в то время как в других местах Крыма мерили рекорды уже сотней центнеров. А звено Н. А. Тихоновой в одной из этих долин собрало урожай по 99 центнеров винограда с гектара.
Указом Президиума Верховного Совета СССР от 26 февраля 1958 года за особые заслуги в развитии сельского хозяйства и достижение высоких показателей по производству винограда и внедрение в производство достижений науки и передового опыта Нина Александровне Тихоновой присвоено звание Героя Социалистического Труда с вручением ордена Ленина и золотой медали «Серп и Молот».
После выхода на пенсию проживала в городе Алушта Крымской области.

## Награды
- Медаль «Серп и Молот» (26.02.1958)
- орден Ленина (26.02.1958)
- медаль «За доблестный труд. В ознаменование 100-летия со дня рождения Владимира Ильича Ленина»
- медаль «За доблестный труд в Великой Отечественной войне 1941—1945 гг.»